# (26622) Maxwimberley
(26622) Maxwimberley est un astéroïde de la ceinture principale d'astéroïdes.

## Description
(26622) Maxwimberley est un astéroïde de la ceinture principale d'astéroïdes. Il fut découvert le 5 avril 2000 à Socorro (Nouveau-Mexique) par le projet LINEAR. Il présente une orbite caractérisée par un demi-grand axe de 2,61 UA, une excentricité de 0,11 et une inclinaison de 2,4° par rapport à l'écliptique.

## Compléments